# Родишкино (Вологодская область)
Родишкино — деревня в Устюженском районе Вологодской области.
Входит в состав Сошневского сельского поселения, с точки зрения административно-территориального деления — в Сошневский сельсовет.
Расположена на трассе Р84. Расстояние по автодороге до районного центра Устюжны — 20 км, до центра муниципального образования деревни Соболево — 16 км. Ближайшие населённые пункты — Жуково, Зябликово, Славынево.
Население по данным переписи 2002 года — 6 человек. По переписи 2010 года проживает 26 человек.